# John Douglas (théologien)
Pour les articles homonymes, voir John Douglas et Douglas.
John Douglas (14 juillet 1721 – 18 mai 1807), littérateur et théologien écossais.

## Biographie
Il fut évêque de Carlisle (1785), puis de Salisbury (1791). II se fit connaître comme critique, défendit John Milton contre les attaques de William Lauder, et réfuta les objections de David Hume contre les miracles. 

## Source
Cet article comprend des extraits du Dictionnaire Bouillet. Il est possible de supprimer cette indication, si le texte reflète le savoir actuel sur ce thème, si les sources sont citées, s'il satisfait aux exigences linguistiques actuelles et s'il ne contient pas de propos qui vont à l'encontre des règles de neutralité de Wikipédia.